# 潘诺尼亚龙属
潘诺尼亚龙属（学名：Pannoniasaurus）是沧龙超科特提斯龙亚科已灭绝的一个属，化石发现于匈牙利晚白垩世（桑托阶）的切赫巴尼亚组及奥伊考煤矿组。属下包括单一物种意外潘诺尼亚龙（Pannoniasaurus inexpectatus），之所以称其“意外”，是因为潘诺尼亚龙发现于淡水沉积物中，不像其它沧龙那样是海洋掠食者。它是种长达6（20英尺）的中型沧龙。

## 发现与命名

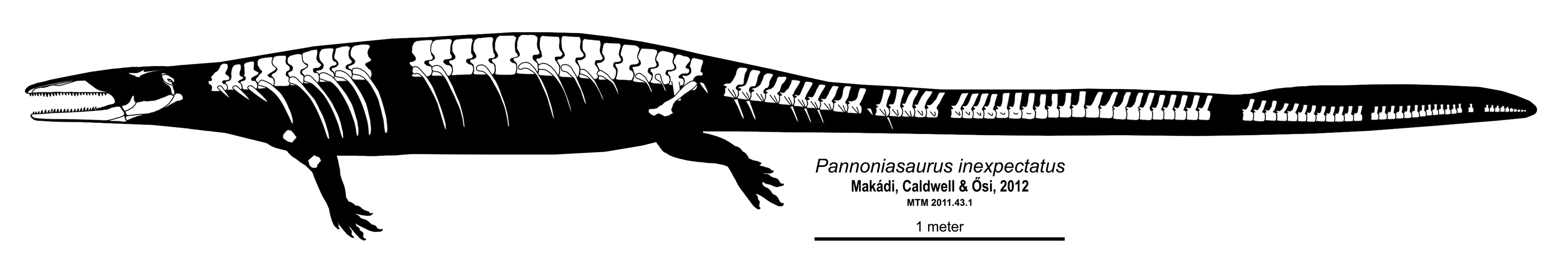
复原成具有原始崖蜥科类型四肢的意外潘诺尼亚龙骨骼示意图

正模标本（MTM 2011.43.1）及归入标本，自2000年此地点发现以来，便从匈牙利西部包科尼山伊哈库特露天铝土矿各露头的切赫巴尼亚组冲击沉积物中收集出来。意外潘诺尼亚龙由马卡迪、卡德威尔与奥希（2012）命名并描述。
此后已从组成切赫巴尼亚的冲积洪滥平原沉积物中发现逾100块潘诺尼亚龙骨骼，分属大量各年龄阶段的个体。1999年，从距伊哈库特20（12英里）处奥伊考镇附近煤矿废料堆的奥伊考煤矿组中收集了一块椎骨（MTM V.2000.21）。米卡迪、卡德威尔与奥希（2012年）将其描述为属于潘诺尼亚龙近似种，后来奥希等人（2016年）将其归入意外潘诺尼亚龙。
所有潘诺尼亚龙标本均保存于匈牙利布达佩斯的匈牙利自然历史博物馆。

## 描述

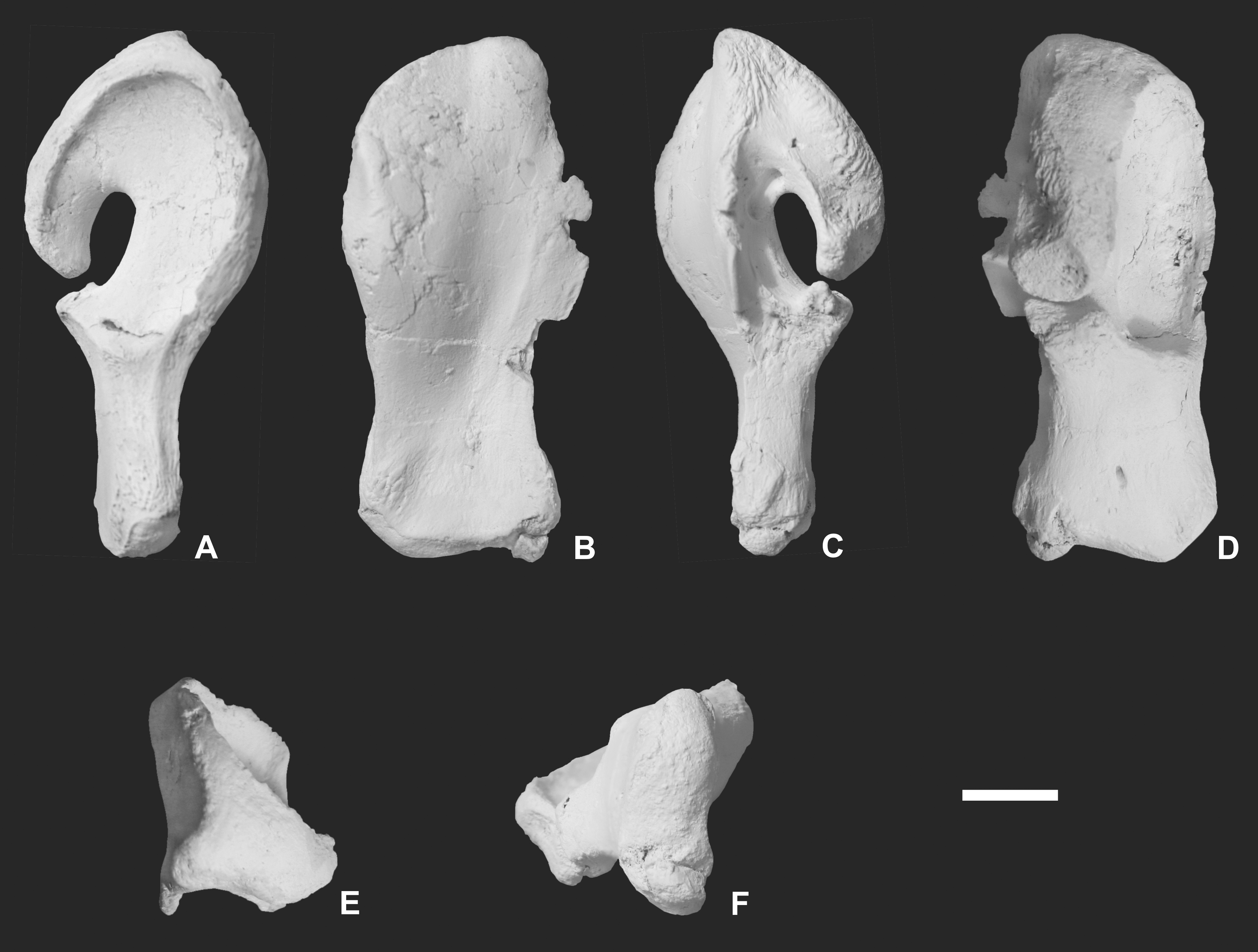
意外潘诺尼亚龙正模隅骨（MTM 2011.43.1）

潘诺尼亚龙是种中型沧龙超科，估计最大可以长到6米（20英尺）长。其拥有一个原始特征组合，如无前齿骨吻突、前上颌骨-上颌骨缝终止于第四颗上颌齿中线前方或与之齐平、额顶骨缝接近笔直、隅骨翼凹陷较浅。还有长度至少是宽度三倍的细长镫骨窝。
潘诺尼亚龙所知于多种材料，包括2个单独的前颌骨、3个上颌骨、2个眶后额骨、2个隅骨、3个齿骨、3个夹骨、3个隅骨、1个喙骨、2个上隅骨、一个关节、91颗孤立的牙齿、20节颈椎、40节背椎、4节骶椎、18节尾椎、34块椎骨碎片、3根肋骨、2块肱骨碎片及4个髂骨。由于所有遗骸均为单块骨骼，故将该材料归入潘诺尼亚龙仅依据其他作者如何塞耶等人2011年研究厚椎厚巨蜥使用的类似方法，副模标本包括MTM V.01.115（一个左隅骨）及MTM 2007.31.1（一个破碎的左隅骨）。尽管所有潘诺尼亚龙遗骸（包括正模标本）均为单块骨骼，但标本密度、多种体型、大量来自单具个体的相似材料以及独特特征使其有可能组成单个分类单元。
上颌骨保存部分有12个齿槽，但原上颌骨齿槽数可能更多。有许多单个牙齿被归入潘诺尼亚龙，这些牙齿类似大洋龙，呈圆锥形、向后舌侧弯曲、牙冠有纤细吻合纵纹、具备强烈近中但较薄的舌侧嵴。
还从奥伊考地下煤矿的废料堆中收集了单块潘诺尼亚龙椎骨（MTM V.2000.21）及各种鱼类和鳄鱼牙齿。奥伊考煤矿组与切赫巴尼亚组层理交错，后者沉积环境为漫滩，前者则形成于同一河流体系的堆积盆地中。两种岩相形成于同一古地理区域，而该区域本身可能是一片较大但孤立陆块的一部分。

## 分类

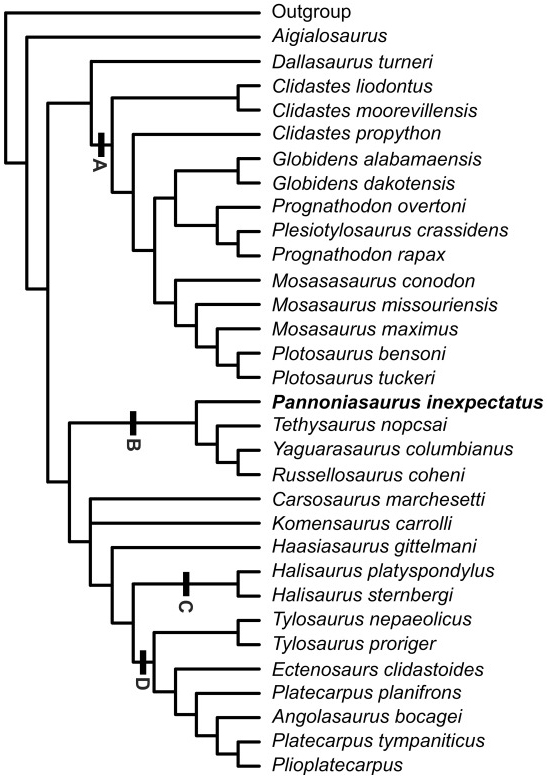
意外潘诺尼亚龙的系统发育树

马卡迪等人的分析发现三种同等最简树，其中将潘诺尼亚龙置于新演化支特提斯龙亚科。三棵最简树将潘诺尼亚龙恢复为诺氏特提斯龙、哥伦比亚亚瓜拉龙及科氏罗塞尔龙所成演化支的姐妹群。特提斯龙亚科则被恢复到由大洋龙亚科、海王龙亚科和扁掌龙亚科等传统海生沧龙所成演化支以及崖蜥科的卡索蜥、科门龙与哈斯氏龙组成的演化支的基干处。崖蜥科是多系沧龙超科（有鳍肢海生沧龙的两个主要谱系）中一个单系演化支的概念得到支持，并进一步支持有鳍肢沧龙适应水生趋同进化的假说。
潘诺尼亚龙的发现表明，沧龙像某些鲸目一样迅速辐射到各种水生环境中，而部分类群再次侵入淡水生境中的可用生态位，并在这些生态系统中变得高度特化。

## 古生物学
地球化学及同位素数据与潘诺尼亚龙主要生活在淡水生态系统中最为相符，这些证据有力地表明潘诺尼亚龙并非季节性地从海域向淡水水域迁徙，相反，从生态学角度来讲，它是淡水动物群的永久成员。随着潘诺尼亚龙被发现和描述，现在开始理解沧龙进化亦涉及对淡水生态系统重要且出乎意料的适应。潘诺尼亚龙的体型使之成为这一古环境水域中已知最大的掠食者。此外鳄鱼般扁平的颅骨（如前颌骨和上颌骨所示）对于在水面伏击陆上及浅水猎物是很有用的适应特征。

### 四肢

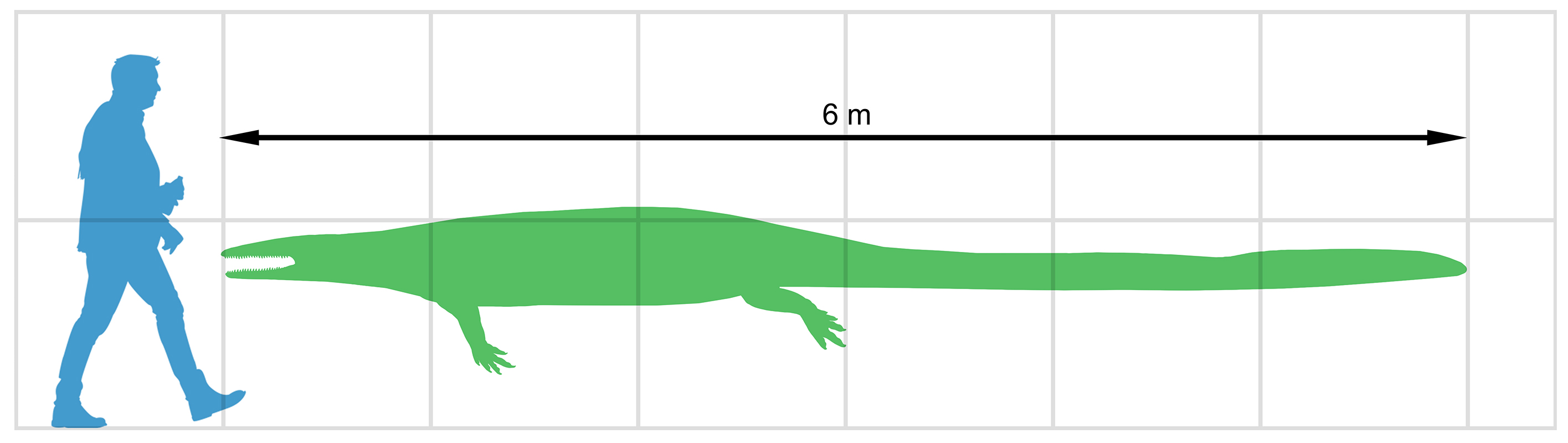
意外潘诺尼亚龙与人类的体型比较

很难预测潘诺尼亚龙未知的肩胛及四肢材料外观如何。它有着原始的脊柱、靠后的髂骨和细长的肱骨及位于远端的骨骺，所有这些均与崖蜥科最相似。这表明意外潘诺尼亚龙具有整体上类似于崖蜥科的颅后形态（包括近骨盆及近足）。然而，如达拉斯龙具有朝前的水生骨盆髂骨及外观原始的近端肢体材料，因此该分类单元并非完全不可能具有扁平的衍生远端肢体形态。潘诺尼亚龙完整肢体的原始形态与原始的中轴骨和骨盆相关的可能性更大，但远不能确定。在浅水中捕捉猎物时，强壮的骶骨、骨盆及可能保留下来的非桨状肢体可能用于帮助身体从底部向前推进，与现代鳄鱼类似。